# Cosmic Background Imager
El Cosmic Background Imager (CBI) fou un interferòmetre de 13 elements situat a una alçada de 5.080 metres a l'Observatori Llano de Chajnantor als Andes de Xile. Va començar a operar el 1999 per estudiar la Radiació còsmica de fons a la banda de microones i va funcionar fins al 2008.
El CBI realitzava measures a freqüències d'entre 26 i 36 GHz en deu bandes d'1 GHz d'amplada de banda. Tenia una resolució d'un 1/10 de grau, (en comparació, el satèl·lit pioner COBE, que va produir la primera detecció de les fluctuacions en el fons de microones el 1992, tenia una resolució d'uns 7 graus). Entre les principals conclusions del CBI és el fet que les fluctuacions que tenen una grandària petita en l'espai són més febles que les fluctuacions que tenen una mida gran, el que confirma anteriors prediccions teòriques. Més tècnicament, el CBI va ser el primer experiment per detectar l'anisotropia intrínseca de la radiació de fons de microones en escales massives dels cúmuls de galàxies, sinó que va proporcionar la primera detecció de la cua de l'amortiment de Silk, sinó que van trobar un indici de l'excés d'energia en alt l
 multipolos (CBI-excés) del que s'esperava del model ΛCDM, i es van detectar fluctuacions en la polarització de la radiació de fons de microones.
El CBI va ser construït al Califòrnia Institute of Technology, i els emprats amplificadors sensibles a la ràdio de la National Radio Astronomy Observatory, dos experiments similars són el Very Small Array, operat a l'illa de Tenerife i el Degree Angular Scale Interferometer, operat a l'Antàrtida. En tots dos experiments també es va utilitzar interferometria de ràdio per mesurar les fluctuacions del CMB a menor resolució sobre grans àrees del cel. Un altre experiment va funcionar des de l'Antàrtida, el Arcminute Cosmology Bolometer Array Receiver, que s'utilitza energia total (bolométrica) detecció i una sola antena a una freqüència més alta i similar resolució angular per obtenir resultats comparables als resultats de la CBI. La confluència d'aquests experiments del CMB i altres que empren diferents tècniques de mesura en els últims anys és un gran triomf de la cosmologia observacional.
CBI va ser una col·laboració entre diverses institucions als EUA i Europa. Encara col·labora estretament amb les institucions xilenes Universitat de Xile i Universitat de Concepción a través de l'Observatori Chajnantor.
El 2006, les noves antenes d'1,4 m van reemplaçar als vells reflectors de 0,9 m per més estudis d'alta resolució en mode d'intensitat total. Durant aquesta etapa, CBI va ser anomenat CBI-2.
El juny de 2008, el CBI-2 va deixar de les observacions i l'instrument va ser retirat. El nou telescopi QUIET instrument va ser instal·lat a l'agost del 2008 a la muntanya CBI, en substitució de CBI-2.